# Geotopkataster Nordrhein-Westfalen
Das Geotopkataster Nordrhein-Westfalen wird vom Geologischen Dienst des Landes Nordrhein-Westfalen geführt. Das Kataster umfasst etwa 4000 Geotope.
Das vorangegangene Kataster geologisch schutzwürdiger Objekte (GeoSchOb) wurde von der Landesanstalt für Ökologie, Bodenordnung und Forsten NRW (LÖBF) und der Landesanstalt für Ökologie, Bodenordnung und Forsten/Landesamt für Agrarordnung (LAfAO) geführt.